# 子良镇
子良镇，是中华人民共和国湖南省常德市石门县下辖的一个乡镇级行政单位。

## 行政区划
子良乡下辖以下地区：
新道湾村、涂家洞村、董家山村、北界村、子良坪村、骆村坪村、护城峪村、陈家湾村、廖家冲村、谭村、接日坪村、铜锁岗村、水田岗村、罗坪垭村和茶园湾村。